# کادوکا (داکوتای جنوبی)
کادوکا(به انگلیسی: Kadoka) شهری در ایالت داکوتای جنوبی کشور ایالات متحده آمریکا است که جمعیت آن در سرشماری سال ۲۰۱۰ میلادی، ۶۵۴ نفر بوده‌است.